# Herman Middendorp
Harm (Herman) Middendorp (Wolvega, 2 september 1888 – 's-Gravenhage, 12 maart 1941) was een Nederlandse auteur en docent.

## Leven en werk
Herman Middendorp schreef op jeugdige leeftijd gedichten onder invloed van de Tachtigers. Hij debuteerde in 1910 met 'Verzen' in De Gids; zijn eerste boekpublicatie was Via Dolorosa, een gedicht in drie zangen. In 1918 verscheen een bundel verzen onder de titel Vlammen, in 1919 gevolgd door het drama Mara. Dit voor het toneel geschreven spel in verzen werd opgevoerd door Het Schouwtooneel en beleefde verscheidene opvoeringen. In 1925 werden twee toneelstukken opgevoerd: Het onbekende land en De eeuwige baby, beide bij Het Schouwtooneel (Amsterdam).
Bredere bekendheid kreeg Middendorp door zijn romans en detectiveverhalen. Zijn debuut als romanschrijver was in 1916 met Het schoone mysterie, dat eerst in De Gids verscheen en daarna in boekvorm werd herdrukt. Diverse romans volgden. In een aantal van zijn romans is het thema dood en (zelf)moord prominent aanwezig (Arent van Wijck, Het zwarte venster en Het veege lijf ) en in andere romans het thema overspel (Bengaalsch vuur en In 't moeras). Zijn eerste detectiveroman Het mysterie van Mont St-Jacques verscheen in 1921. Een aantal detectives werd in de jaren twintig in het Duits vertaald. In 1935 verscheen Middendorps detectiveroman De moord in de Rijnbar, waarin autobiografische elementen zijn verwerkt. Herman Middendorp was een epigoon van detectiveschrijver Ivans (pseudoniem voor dr. Jakob van Schevichaven), die zich baseerde op Arthur Conan Doyle met zijn Holmes/Dr. Watson. Dit werd bij Middendorp: Henry Crampton/Dr. Eduard van Buuren. Zijn andere held was de Amsterdamse detective Bram Korff, bekend uit De moord in de Rijnbar.
Middendorp schreef kritische bijdragen in een aantal periodieken. Verder verzorgde hij schoolboeken, meestal samen met anderen, in de jaren dertig, waaronder Het woord en zijn betekenis (1931-1935), Uit Vondel's hekeldichten (1933) en Vertellingen uit de Bijbel (1937). Ook vertaalde hij het boek Mädchen wohin? van Victoria Wolf (Meisje waarheen? uit 1935). Brieven van hem zijn aanwezig in het Letterkundig Museum (Den Haag), de Koninklijke Bibliotheek (Den Haag), de Universiteit van Amsterdam (UB) en de Universiteit van Leiden (UB).
Middendorp onderhield contacten met schrijvers als Willem Kloos (verbonden aan De Nieuwe Gids), Frederik van Eeden en Jan Greshoff. Hij was bevriend met de kinderboekenschrijver Charles Krienen, diens boek André de zonderling (1933) voorzag hij van een voorwoord.
Na een langdurige ziekte overleed Middendorp op 12 maart 1941 in het Roode Kruis Ziekenhuis in Den Haag, op 52-jarige leeftijd. Hij was docent Nederlands op de "Derde Drie", de derde driejarige HBS, Polderweg 10 te Amsterdam. Naar aanleiding van zijn overlijden schreef het Algemeen Handelsblad op 13 maart 1941: "Herman Middendorp schreef een zorgvuldigen, bezonnen stijl, met vermijding van elk effectbejag. Hij is geen groot, maar een zeer verdienstelijk en consciëntieus romanschrijver geweest." Het Vaderland van 13 maart 1941 meldde: "Zijn romans waren alle vlot geschreven, alle leesbaar, maar ze getuigden geen van alle van een echt episch talent. Middendorp was dan ook door en door lyrisch van aard. Zijn figuren uitten zijn eigen gevoelens en stemmingen. Maar schrijven en ook vertellen, kon hij wel." Middendorp werd op vrijdag 14 maart 1941 gecremeerd in het crematorium Velsen.
Middendorp is drie keer getrouwd geweest. Met zijn eerste echtgenote Paulina Nennstiehl - met wie hij in 1915 trouwde - vormde hij van 1914-1916 de redactie van het tijdschrift De Vrouw in De XXste Eeuw. Na hun scheiding hertrouwde hij in 1924 met Aaltje Lambert. Nadat ook dit huwelijk door scheiding was ontbonden hertrouwde hij in 1935 met Tonny de Leers. In elk huwelijk werd een dochter geboren.

### Romans
- 1916 - Het schoone mysterie - Van Holkema & Warendorf, Amsterdam
- 1916 - De klop van het bloed (2 delen) - P.N. van Kampen & Zoon, Amsterdam
- 1917 - Het veege lijf - P.N. van Kampen & Zoon, Amsterdam
- 1918 - Arent van Wijck - Em. Querido, Amsterdam
- 1923 - Het zwarte venster - Adi-Poestaka, Den Haag [in Letterkundig Museum (Den Haag): aantekening van Middendorp erover; 1918-1919]
- 1924 - Jeugdzonde - Nederlandsche Keurboekerij, Amsterdam / De Wereldpost, Amsterdam
- 1928 - In 't Moeras - Allert de Lange, Amsterdam
- 1929 - Bengaalsch vuur - Leopold, Amsterdam
- 1930 - De stille gestalte - Nederlandsche Keurboekerij, Amsterdam
- 1937 - De wijkende horizon - Nederlandsche Keurboekerij, Amsterdam

### Detective-Romans
- Het geheim van Cuba: Nijgh & Van Ditmar, Rotterdam, 1922
- De groene cirkel: Nijgh & Van Ditmar, Rotterdam, 1921
- De juweelen van Lombok: S.L. van Looy, Amsterdam, 1927
- Kleedkamer no 14: Allert de Lange, Amsterdam, 1932
- De misdaad bij het roode hek: Jacob van Campen, Amsterdam, 1924
- De moord in de Rijnbar: Allert de Lange, Amsterdam, 1935
- Het mysterie van de gele enveloppe: Sijthoff, Amsterdam, 1938
- Het mysterie van den hollen weg: Prometheus, Amsterdam, 1926
- Het mysterie van Mont St-Jacques: Nijgh & Van Ditmar, Rotterdam, 1921
- Om zestig millioen: Allert de Lange, Amsterdam, 1926
- De Opium-Trust: Allert de Lange, Amsterdam, 1933
- Ruiten tien: Jacob van Campen, Amsterdam, 1924/1925
- De schaduw van Capoulet: Nederlandsche Keurboekerij, Amsterdam, 1936
- Het slot aan de Amblève: Nijgh & Van Ditmar, Rotterdam, 1923
- Het Spaansche goud: Nijgh & Van Ditmar, Rotterdam, 1922
- Het spel met den dood - Roman uit het jaar 1980: Vara (De Arbeiderspers), Rotterdam, 1930
- Het spookhuis in de Vendée: Allert de Lange, Amsterdam, 1931
- De verdwenen documenten: Nijgh & Van Ditmar, Rotterdam, 1923
- De verdwijning van Mr Perdrix: Allert de Lange, Amsterdam, 1928

### In het Duits vertaalde detectiveverhalen
- Das Geheimnis von Cuba (Het geheim van Cuba): A.M. van den Broecke, Meissen, 1928
- Der Gespensterbrunnen (Het mysterie van Mont St-Jacques): J. Singer, Leipzig, 1924 en J. Singer, Berlin, 1928
- Das spanische Gold (Het Spaansche goud): J. Singer, Leipzig, 1926 en J. Singer, Berlin, 1928
- Um sechzig Millionen (Om zestig millioen): A.M. van den Broecke, Meissen, 1928
- Die verschwundenen Dokumente (De verdwenen documenten): J. Singer, Berlin, 1929

### Toneelstukken
- Clarinde: een spel in 5 bedrijven (reeks: De Nieuwe Gids; volume 302) [Middendorp, Herm./'s-Gravenhage, 1915]
- [Eerste deel], Mara. Spel in drie handelingen en een proloog door Herman Middendorp: in Onze Eeuw; jaargang 19 (1919) [1e druk: Dixon, Apeldoorn, 1919, 2e druk: Dixon, Apeldoorn, 1924, 3e druk: Sijthoff, Amsterdam, 1929] [in de Belgische stad Gent is het stuk opgevoerd bij de gemeentefeesten door De Gezellen van 's Gravensteen; een affiche verscheen: publ. Gent: Hussein (datering?)]
- De eeuwige baby (1925) [vrolijk spel in drie bedrijven] [datering: opvoering door Schouwtooneel, Amsterdam]
- Het onbekende land (1925) [datering: opvoering door Schouwtooneel, Amsterdam]

### Gedichten
- Verzen: in De Gids; jaargang 74 (1910)
- Verzen: in De Gids; jaargang 75 (1911)
- Verzen van Herman Middendorp: in Onze Eeuw; jaargang 11 (1911)
- Verzen voor moeder van Herman Middendorp: in Onze Eeuw; jaargang 12 (1912)
- Deus Romae: in De Gids; jaargang 77 (1913)
- Liederen van Beatrijs: in Dietsche Warande en Belfort; jaargang 1913 (1913)
- Verzen door Herman Middendorp: in Onze Eeuw; jaargang 13 (1913)
- Via Dolorosa. Een gedicht in drie zangen. Door Herman Middendorp: in Onze Eeuw; jaargang 13 (1913)
- Verzen door Herman Middendorp: in Onze Eeuw; jaargang 14 (1914)
- Verzen door Herman Middendorp: in Onze Eeuw; jaargang 15 (1915)
- Schaduwen van liefde: in De Gids; jaargang 81 (1917)
- Vlammen (dichtbundel: Dixon & Co., Apeldoorn, 1918)
- September door Herman Middendorp: in Onze Eeuw; jaargang 20 (1920)
- Verzen van Herman Middendorp: in Onze Eeuw; jaargang 20 (1920)
- Jacqueline van der Waals†door Herman Middendorp: in Onze Eeuw; jaargang 23 (1923)
- Verzen van Herman Middendorp: in Onze Eeuw; jaargang 23 (1923)
- Mara (Dixon & Co, Apeldoorn 1924)
- [Verzen], 1930: in Letterkundig Museum te Den Haag
- Herman Middendorp: in Links richten (1932-1933)
- Spiegel van de Nederlandse poëzie door alle eeuwen, Dl.2: 1900-1940 (met poëzie van Herman Middendorp in deze bloemlezing: Meulenhoff, Amsterdam, 1953)